# كيلي غوردون
كيلي غوردون (بالإنجليزية: Kelly Gordon)‏ هو كاتب أغاني ومغن مؤلف ومنتج أسطوانات أمريكي، ولد في 19 نوفمبر 1932، وتوفي في 1 أغسطس 1981 بسبب سرطان الرئة.

## وصلات خارجية
- كيلي غوردون على موقع IMDb (الإنجليزية)
- كيلي غوردون على موقع IMDb (الإنجليزية)
- كيلي غوردون على موقع ميوزك برينز (الإنجليزية)
- كيلي غوردون على موقع أول ميوزيك (الإنجليزية)
- كيلي غوردون على موقع ديسكوغز (الإنجليزية)
- كيلي غوردون على موقع قاعدة بيانات الفيلم (الإنجليزية)